# Ulica Władysława Reymonta w Poznaniu
Ulica Władysława Reymonta w Poznaniu – ulica w zachodniej części Poznania na pograniczu Grunwaldu (Osiedle Grunwald Południe) i Łazarza (Osiedle Św. Łazarz).

## Charakterystyka
Jej przebieg rozpoczyna się od skrzyżowania z ulicami: Grochowską, Hetmańską, K. Arciszewskiego i kończy się na rondzie Jana Nowaka Jeziorańskiego. Ulica Reymonta na całej długości jest dwujezdniowa z dwoma pasami ruchu w każdą stronę oraz posiada wydzielone torowisko tramwajowe.
Ulica Reymonta wchodzi w skład II ramy komunikacyjnej Poznania. Przed zakończeniem budowy otwarciem zachodniej obwodnicy ulica była częścią drogi krajowej nr 11. Od 1 stycznia 2016 roku przynależy do drogi wojewódzkiej nr 433.

## Komunikacja miejska
Ulicą kursują następujące linie komunikacji miejskiej, na zlecenie Zarządu Transportu Miejskiego:
- tramwajowe[1]
  -  1 Franowo – Junikowo
  -  7 Ogrody – Zawady

- autobusowe dzienne[1]
  -  145 Dworzec Zachodni – Kacza

- autobusowe nocne[2]
  -  214 Junikowo[a] – Radojewo
  -  224 Boranta – Junikowo Stacja[b]

## Opisane obiekty
Od północy:
- Park Gustawa Manitiusa z Pomnikiem Zwycięstwa,
- Park Jana Kasprowicza,
- tereny dawnego wesołego miasteczka na PeWuKę,
- Osiedle Chociszewskiego-Jarochowskiego (zachodni kraniec).